# Thomisus dhananjayi
Thomisus dhananjayi är en spindelart som beskrevs av Gajbe 2005. Thomisus dhananjayi ingår i släktet Thomisus och familjen krabbspindlar. Inga underarter finns listade i Catalogue of Life.